# Limnichus fragilicornis
Limnichus fragilicornis is een keversoort uit de familie dwergpilkevers (Limnichidae). De wetenschappelijke naam van de soort werd in 1868 gepubliceerd door Thomas Vernon Wollaston.